# Mokhnine
Mokhnine este un oraș în Guvernoratul Monastir, Tunisia.